# Nekrolog 1974
Nekrolog
◄◄
| ◄
| 1970
| 1971
| 1972
| 1973
| 1974 | 1975 | 1976 | 1977 | 1978 | ► | ►►
1. Quartal |
2. Quartal |
3. Quartal |
4. Quartal 
Weitere Ereignisse | Allgemeiner Nekrolog 1974
Die Beschreibung der verstorbenen Person sollte so kurz wie möglich gehalten sein und nur deren signifikante Tätigkeit(en) enthalten.
Neue Namen ggf. auch unter dem Geburts- und Sterbedatum, also etwa unter 1. Januar und im Geburts- und Sterbejahr (2024) eintragen (nur bei entsprechender großer Wichtigkeit). Für Beispiele siehe die schon vorhandenen Artikel.
Außerdem über die fünf zuletzt Verstorbenen, zu denen es einen ausreichend guten Artikel für eine Präsentation auf der Hauptseite gibt, nach der todesbedingten Überarbeitung der Artikel ggf. auch unter Wikipedia Diskussion:Hauptseite informieren und sie am besten auch in den anderen Wikipedia-Sprachversionen eintragen. Tipp: Regelmäßig bei news.google.de nach „ist tot“, „gestorben“ oder „verstorben“ suchen.
Wenn eine Person gestorben ist, gibt es viele Seiten zu dieser Person in der Wikipedia, die davon auch betroffen sind und entsprechend aktualisiert werden müssen. Beispiele: Namenübersichtsseite, Geburtsjahr, Geburtsort-Seiten und viele mehr.
Wie finde ich die betroffenen Seiten?
Im Suchfeld auf der linken Seite gibt man den Suchbegriff so ein: „Vorname Nachname“. Dann klickt man auf Volltext und alle Seiten mit entsprechendem Suchtext werden aufgerufen. Hier sieht man dann schnell, wo auch das Todesjahr Sinn macht oder sogar ein Teil des Artikels angepasst werden muss. Auch hilft das „Werkzeug“ auf der linken Seite sehr gut, um solche Seiten aufzufinden: „Links auf diese Seite“. Somit ist die Wikipedia wieder aktuell in allen Bereichen! Hinweis: bei Eintragung der Kategorie „Gestorben JAHR“ wird der Missbrauchsfilter 49 ausgelöst, was jedoch nicht schlimm ist. Siehe: Spezial:Missbrauchsfilter/49
Dies ist eine Liste von im Jahr 1974 verstorbenen bekannten Persönlichkeiten. Die Einträge erfolgen innerhalb der einzelnen Daten alphabetisch sortiert. Tiere sind im Nekrolog für Tiere zu finden.
Die Liste ist nach Quartalen aufgeteilt:
- Nekrolog 1. Quartal 1974: Januar, Februar und März
- Nekrolog 2. Quartal 1974: April, Mai und Juni
- Nekrolog 3. Quartal 1974: Juli, August und September
- Nekrolog 4. Quartal 1974: Oktober, November und Dezember

## Datum unbekannt
| Oscar Zeta Acosta                    | US-amerikanischer Rechtsanwalt, Schriftsteller und Politiker                                     |  |
| Paul Allix                           | französischer Organist und Komponist                                                             |  |
| Ahmad Amir-Ahmadi                    | iranischer Militär, Generalleutnant der iranischen Armee und Minister des Iran                   |  |
| Karl Theodor Andersen                | deutscher Zoologe und Hochschullehrer                                                            |  |
| Lloyd Andrews                        | kanadischer Eishockeyspieler                                                                     |  |
| Lew Abramowitsch Aronson             | sowjetischer Schachspieler                                                                       |  |
| Ludwig Arps                          | deutscher Wissenschaftler und Autor                                                              |  |
| Karl Augustin                        | deutscher Politiker (DVP), Bezirksbürgermeister von Berlin-Wilmersdorf und Berlin-Charlottenburg |  |
| Rudolf Ausleger                      | deutscher Maler des Expressionismus                                                              |  |
| Rudolf Bamberger                     | deutscher Lehrer und Politiker (USPD, SPD)                                                       |  |
| Terzo Bandini                        | italienischer Motorradrennfahrer                                                                 |  |
| Harry Barkas                         | englischer Fußballspieler                                                                        |  |
| Heinz Bausch                         | deutscher Bergmann, Kommunist und ehemaliger politischer Häftling im KZ Buchenwald               |  |
| Félix Beaujon                        | französisch-schweizerischer Filmproduzent                                                        |  |
| Alfons Beckenbauer                   | deutscher Fußballspieler                                                                         |  |
| Augustus Beeby                       | englischer Fußballspieler                                                                        |  |
| Artur von Behr                       | deutsch-baltischer Verleger und politischer Aktivist                                             |  |
| Bernhard Benning                     | deutscher Volkswirt                                                                              |  |
| Renato Bertelli                      | italienischer faschistischer Bildhauer                                                           |  |
| Antonio María Biedma Recalde         | argentinischer Journalist und Luftfahrthistoriker                                                |  |
| Gene Bilbrew                         | US-amerikanischer Cartoonist                                                                     |  |
| Theo Bleser                          | deutscher Maler von Filmplakaten und Werbegrafiker                                               |  |
| Peter Blüher                         | deutscher Fußballspieler                                                                         |  |
| Héctor Boza                          | peruanischer Politiker und Diplomat                                                              |  |
| Hermann Breucker                     | deutscher Grafiker und Bildhauer                                                                 |  |
| Ludwig Brousek                       | österreichischer Fußball-Nationalspieler                                                         |  |
| Curt Bry                             | deutscher Kabarettist, Autor, Komponist, Pianist                                                 |  |
| Bu Wancang                           | chinesischer Filmregisseur                                                                       |  |
| Amy Buller                           | britische Bildungsmanagerin und Autorin                                                          |  |
| Avelino Cadilla                      | uruguayischer Fußballspieler                                                                     |  |
| Lotte Calm                           | österreichische Kunstgewerblerin                                                                 |  |
| David Capper                         | britischer Pädagoge und politischer Aktivist                                                     |  |
| Luigi Cavanna                        | italienischer Motorrad- und Automobilrennfahrer                                                  |  |
| Édouard Cazaux                       | französischer Keramiker und Bildhauer                                                            |  |
| Nicolae Cioroiu                      | rumänischer Diplomat                                                                             |  |
| Samuel Cookson                       | walisischer Fußballspieler                                                                       |  |
| Sidney H. Courtier                   | australischer Schriftsteller                                                                     |  |
| Juliette Culp                        | niederländische Pianistin, Komponistin und Soubrette                                             |  |
| Mario Damonte                        | italienischer Autorennfahrer und Unternehmer                                                     |  |
| Otto Dellemann                       | deutscher Architekt und Maler                                                                    |  |
| Gus Deloof                           | belgischer Jazzmusiker                                                                           |  |
| Alfred Detig                         | deutscher Journalist                                                                             |  |
| Max Diamand                          | deutscher Textilgroßhändler                                                                      |  |
| Hans Günther von Dincklage           | Presseattaché                                                                                    |  |
| Max Draeger                          | deutscher Mathematiker                                                                           |  |
| Petre Drăgoescu                      | rumänischer Politiker                                                                            |  |
| Eugenio Dragoni                      | italienischer Rennleiter der Scuderia Ferrari                                                    |  |
| Nikolai Michailowitsch Drosdow       | sowjetischer Konteradmiral                                                                       |  |
| Reinhold Eggers                      | deutscher Pädagoge, Offizier und Schriftsteller                                                  |  |
| Hermann Eiselt                       | deutscher Glaskünstler                                                                           |  |
| József Ember                         | ungarischer Fußballspieler und Fußballtrainer                                                    |  |
| Louis Emrich                         | deutscher Journalist Schriftsteller und Prognostiker                                             |  |
| Erika Ewert                          | deutsche Politikerin (KPD), MdBB                                                                 |  |
| Julieta Ferrão                       | portugiesische Kunsthistorikerin und Schriftstellerin                                            |  |
| Massimo Ferretti                     | italienischer Dichter, Schriftsteller und Journalist                                             |  |
| Kamiel Festraets                     | flämischer Uhrmacher                                                                             |  |
| Thomas Benjamin Fitzpatrick          | US-amerikanischer Marineoffizier                                                                 |  |
| Michail Michailowitsch Fonin         | russischer Generalsekretär                                                                       |  |
| Wolf Frees                           | deutscher Schauspieler, Hörspielsprecher und Übersetzer                                          |  |
| João Garizo do Carmo                 | portugiesischer Architekt                                                                        |  |
| Walter Genewein                      | österreichischer Fotograf und Buchhalter, Verwalter im Ghetto Litzmannstadt                      |  |
| Imi Giese                            | deutscher Maler und Bildhauer                                                                    |  |
| Franz Glaubacker                     | oberösterreichischer Porträtmaler                                                                |  |
| Ernst-Otto Göring                    | deutscher Kirchenmusiker                                                                         |  |
| Georg Grosch                         | deutscher Kirchenmusiker                                                                         |  |
| Wangdu Gyatotsang                    | Mitglied der osttibetischen Guerillaorganisation Chushi Gangdrug                                 |  |
| Martin Hammermüller                  | deutscher Heimatforscher                                                                         |  |
| Claus Harms                          | deutscher Jurist                                                                                 |  |
| Traudi Harprecht                     | deutsche Schauspielerin, Sängerin und Tänzerin                                                   |  |
| Lenny Hart                           | US-amerikanischer Vermögensverwalter der Band Grateful Dead                                      |  |
| Fritz Härtl                          | deutscher Politiker (NSDAP), MdR                                                                 |  |
| Wilhelm Hartmann                     | deutscher Landeshistoriker                                                                       |  |
| Frieda Hauswirth                     | Schweizer Schriftstellerin, Malerin und Feministin                                               |  |
| Rosetta Howard                       | US-amerikanische Jazz- und R&B-Sängerin                                                          |  |
| Stephen Hymer                        | kanadischer Wirtschaftswissenschaftler                                                           |  |
| Fritz Kahl                           | deutscher Arzt und Judenretter                                                                   |  |
| James Kantor                         | südafrikanischer Rechtsanwalt und Schriftsteller                                                 |  |
| Hans-Joachim Kausch                  | deutscher Journalist                                                                             |  |
| Michail Alexejewitsch Kostyljow      | sowjetischer Botschafter                                                                         |  |
| Nikolai Michailowitsch Kotschergin   | sowjetischer Grafiker und Buchillustrator                                                        |  |
| Rudolf Kratochwill                   | deutscher Versicherungsmanager                                                                   |  |
| Kurt Kreutz                          | deutscher kommunistischer Widerstandskämpfer in Dänemark                                         |  |
| Brigitte Krüger                      | deutsche Auslandskorrespondentin                                                                 |  |
| Boris Pawlowitsch Kudojarow          | russischer Fotograf und Journalist                                                               |  |
| Richard-William Lamb                 | australischer Radrennfahrer                                                                      |  |
| Ernst Landgraf                       | deutscher Theaterunternehmer                                                                     |  |
| Gerhard Lang                         | deutscher Verleger und Buchhändler                                                               |  |
| Fritz Leist                          | deutscher Psychotherapeut und katholischer Religionsphilosoph                                    |  |
| Humberto dos Santos Leitão           | portugiesischer Offizier und Kolonialverwalter                                                   |  |
| Josef Löns                           | deutscher Politiker (CDU) und Diplomat                                                           |  |
| Éveline Lot-Falck                    | französische Anthropologin, Ethnologin und Religionswissenschaftlerin                            |  |
| Basile Joseph Luyet                  | Schweizer Ordenspriester, Volkskundler und Pionier der modernen Kryobiologie                     |  |
| Fritz Macho                          | österreichischer Fotograf                                                                        |  |
| Elisabeth Mahla                      | deutsche Frauenrechtlerin                                                                        |  |
| James Harold Mangham                 | US-amerikanischer Pilot, Konstrukteur von Rekordmotorrädern                                      |  |
| Harry Manning                        | US-amerikanischer Schiffskapitän                                                                 |  |
| Samuel Jefferson Mason               | US-amerikanischer Elektroingenieur                                                               |  |
| Leo Thomas McCauley                  | irischer Diplomat                                                                                |  |
| Thomas Moult                         | englischer Schriftsteller und Journalist                                                         |  |
| Dorothy Moulton-Mayer                | englische Sängerin und Biographin                                                                |  |
| Paul Müller                          | Schweizer Eishockeyspieler, -trainer und -schiedsrichter                                         |  |
| Eduard Nehm                          | deutscher Jurist                                                                                 |  |
| Friedrich Nonhoff                    | deutscher Ministerialbeamter                                                                     |  |
| Carl Nörtemann                       | deutscher Politiker                                                                              |  |
| Richard Ott                          | deutscher Reformpädagoge, Kunstlehrer und Maler                                                  |  |
| Federico Páez                        | ecuadorianischer Ingenieur und Diktator                                                          |  |
| Thomas Humphrey Paget                | britischer Bildhauer, Medailleur und Designer                                                    |  |
| Pan Jun Shun                         | Chinese, dem der Titel „Gerechter unter den Völkern“ verliehen wurde                             |  |
| Maria Teresa Parpagliolo             | italienische Landschaftsarchitektin                                                              |  |
| Luigi Paterlini                      | italienischer Sprinter                                                                           |  |
| Theodor Pichier                      | deutscher Verwaltungsjurist                                                                      |  |
| Wolfgang Pietsch                     | deutscher Komponist                                                                              |  |
| Georgi Wladimirowitsch Popow         | sowjetischer Gewichtheber                                                                        |  |
| René de Possel                       | französischer Mathematiker                                                                       |  |
| Gertrud Rabestein                    | deutsche Aufseherin im KZ Ravensbrück                                                            |  |
| Hubert Elvin Rance                   | britischer Generalmajor und Gouverneur von Birma, Trinidad und Tobago                            |  |
| Lauri Rapala                         | finnischer Angler                                                                                |  |
| Margita von Rochow                   | deutsche Botanikerin                                                                             |  |
| Ernst Römer                          | österreichisch-mexikanischer Dirigent, Musikpädagoge und Komponist                               |  |
| Ilse Rose-Vollborn                   | deutsche Schauspielerin auf der Bühne und im Film                                                |  |
| Immanuel Carl Rösler                 | württembergischer Architekt und Heimatforscher                                                   |  |
| Samuel Roth                          | US-amerikanischer Verleger und Schriftsteller                                                    |  |
| Wolfgang Sachs                       | deutscher Manager und Mathematiker                                                               |  |
| Giorgio de Santillana                | US-amerikanischer Philosoph und Wissenschaftshistoriker                                          |  |
| Emmy Sauerbeck                       | Tänzerin, Choreographin und Tanzpädagogin                                                        |  |
| Erich Schariry                       | deutscher Politiker                                                                              |  |
| Georg von Schellwitz                 | deutscher Landrat                                                                                |  |
| Hermann Karl Schenck zu Schweinsberg | deutscher Jurist, Richter am Oberlandesgericht Darmstadt                                         |  |
| Jakob Heinrich Schmidt               | deutscher Kunsthistoriker                                                                        |  |
| Elisabeth Schmitt                    | deutschamerikanische Juristin                                                                    |  |
| Carl Schmitz-Morkramer               | deutscher Jurist und Bankmanager                                                                 |  |
| Otto Schneid                         | österreichisch-israelischer Kunsthistoriker und Künstler                                         |  |
| Paul Schneider                       | deutscher Politiker (NSDAP)                                                                      |  |
| Otto Schüler                         | deutscher Mundartdichter                                                                         |  |
| Carl Schümann                        | deutscher Bildhauer                                                                              |  |
| Rudolf Seck                          | deutscher SS-Offizier und Kommandant des KZ Jungfernhof                                          |  |
| Rudolf Sedlmayer                     | deutscher Sportfunktionär                                                                        |  |
| Jerry Segal                          | amerikanischer Jazz-Schlagzeuger                                                                 |  |
| Oscar Stalf                          | deutscher Unternehmer                                                                            |  |
| Ilse Steinhoff                       | deutsche Fotografin                                                                              |  |
| Horst Stobbe                         | deutscher Buchhändler, Antiquar und Verleger                                                     |  |
| Roland Strasser                      | österreichischer Maler                                                                           |  |
| Stanislaw Gustawowitsch Strumilin    | sowjetischer Statistiker und Ökonom                                                              |  |
| Sid Terris                           | US-amerikanischer Boxer                                                                          |  |
| Fritz Thost                          | deutscher Lehrer, Zeichner und Schnitzer                                                         |  |
| Gottfried Trachsel                   | Schweizer Dressurreiter                                                                          |  |
| Thurman Warriner                     | englischer Schriftsteller                                                                        |  |
| Alfred Weiss                         | österreichischer Unternehmer und Schlossherr                                                     |  |
| Hermann Wennrich                     | deutscher Finanzjurist                                                                           |  |
| Bartina Harmina Wind                 | niederländische Romanistin und Hochschullehrerin                                                 |  |
| Anas Yusuf Yassin                    | saudischer Diplomat                                                                              |  |
| Abū Zahra                            | ägyptischer Alim und islamischer Rechtsgelehrter                                                 |  |
| Ugo Zovetti                          | italienischer Stoffdesigner und Buchgestalter                                                    |  |
| Johann Zürcher                       | Schweizer Musikerjurist                                                                          |  |